# Macbeth d'Escòcia
Macbeth d'Escòcia   (1005 - Lumphanan, 15 d'agost de 1057) fou rei d'Escòcia. Era cabdill dels pictes del nord, net de Kenneth II i marit de Gruoch, neta de Kenneth III. Es va proclamar rei amb el suport dels Highlands, centre del ressentiment antianglès. Va perseguir el fill de Duncan I, Malcolm, que s'hagué de refugiar a la cort d'Eduard el Confessor d'Anglaterra. Aquest, però, va tornar el 1057 i amb ajut de Siward de Northúmbria el va vèncer i matar a Lumphanan (Aberdeen). Fou immortalitzat per William Shakespeare com a protagonista de la seva tragèdia Macbeth.